# سد الأحيمر
سد الأُحَيمر أحد سدود الطائف التاريخية.

## الوصف
يقع السد على شعب الأحيمر أحد الشعاب التي تصب في وادي أم البكار من جهته الغربية٬ ويبعد عن الطائف بنحو ثلاثين كيلومترًا نت جهة الجنوب الشرقي. يمتد جدار السد من الشمال للجنوب٬ طوله 22.50 متر٬ وسمكه 3.40 متر٬ وارتفاعه 7 متر٬ وهو مبني من حجارة صلبة٬ وفي شماله توجد قناة مفيض شقت في الجبل٬ الغرض منها تصريف مياه السد عند امتلائه. يرجع تاريخ بنائه إلى العصر الأموي.